# Pinar del Rey (metropolitana di Madrid)
Pinar del Rey è una stazione della linea 8 della Metropolitana di Madrid.
Si trova sotto Plaza de Francisco Fernández Ordóñez, dove confluiscono la Gran Vía de Hortaleza, Calle de Simón Bolívar e Calle de Andrés Obispo, nel distretto di Hortaleza e serve i quartieri Pinar del Rey e Canillas.

## Storia
La stazione è stata inaugurata il 15 gennaio del 2007 ed è stata costruita tra le stazioni di Colombia e Mar de Cristal, che erano già in servizio. Per costruire la stazione si è dovuto interrompere il servizio della linea nel periodo tra giugno e settembre 2006.

## Accessi
Vestibolo Pinar del Rey
- Gran Vía de Hortaleza: Gran Vía de Hortaleza, 47
- Ascensore: Gran Vía de Hortaleza, 47-62